# Sarcolobus venulosus
Sarcolobus venulosus är en oleanderväxtart som först beskrevs av Albert Charles Smith, och fick sitt nu gällande namn av P.I. Forster. Sarcolobus venulosus ingår i släktet Sarcolobus och familjen oleanderväxter. Inga underarter finns listade i Catalogue of Life.